# Kirsti Hjort
Kirsti Hjort eller Kirsti Hjort von der Goltz (født 8. juni 1931, død 10. oktober 1990 i Würzburg) var en norsk pianist, professor i musik og grevinde.
Hun studerede i sin hjemby hos Erling Westher på musikkoncervatoriet i Oslo (dimitteret i 1948) og 1951-52 med Yves Nat i Paris. I hjemlandet debuterede Hjort på kort varsel i 1949 som en solist i Brahms' D-molkoncert med Bergen Filharmoniske Orkester da den schweiziske stjerne Edwin Fischer ikke kom. I 1952 spillede hun en masse duetter med Alf Andersen (1928-1962).
Hjort blev i 1953 gift med violinisten Conrad von der Goltz (født 1928), en tysk greve, og de boede for en tid i Hamborg og Hannover, og udført sammen en række duetter. De boede i 1957-58 i Oslo, da hendes mand skulle spille 1. violin i Filharmonien. Da arbejdet var delt med Ernst Glaser flyttede de i 1958 til Bremen, efter at have medvirket i Wigmore Hall i juni.
De bosatte sig senere i Würzburg, hvor hun arbejdede som professor ved den lokale norske musikskole. En række pladeudgivelser blev lavet, blandt andet med Trio von der Goltz, hvor Jan Polasek tilsluttede sig parret med cello (1966).
Parret fik seks børn, herunder Gottfried von der Goltz (1964) og Kristin (Greve) von der Goltz (1966), både kendte musikere. Manden er stadig aktiv.